# Luculia
Luculia é um género botânico pertencente à família Rubiaceae.
1. ↑  «Luculia — World Flora Online». www.worldfloraonline.org. Consultado em 19 de agosto de 2020